# Eric Carr
Eric Carr (eredeti neve: Paul Charles Caravello) (Brooklyn, New York, 1950. július 12. – Brooklyn, New York, 1991. november 24.) amerikai zenész. A KISS egykori legendás dobosa. 

## Életpályája
Albert és Connie Caravello házasságából született New York Brooklyn negyedében. A szülők dolgoztak, eredeti nevén Paul Caravello sokat volt egyedül. Művészeti és műszaki képzést nyújtó gimnáziumba járt, rajzolással, fotózással foglalkozott, gondolt arra, hogy karikaturista lesz, de végül a gimnáziumi tanulmányok nem gyakoroltak különösebb hatást életútjára. Hosszú hajat hordott, kedvelte az angol rock zenekart, a The Beatles-t, barátaival már gimnazista korában játszottak Brooklyn, Queens kerületek klubjaiban. E kerületek igen népesek, s változatos etnikai összetételt mutatnak, de emiatt Eric Carr semmilyen problémát nem észlelt. Folyamatosan több kisebb zenekarhoz csatlakozott, sokat jelentett a helyi rádióban való szereplés lehetősége is.
Harmincévesen, 1980-ban csatlakozott a KISS-hez, miután Peter Criss otthagyta a fedélzetet, és az együttes hűséges, elkötelezett tagja maradt egészen 1991-ig. Eric Carr első albuma a KISS 1981-es Music from "The Elder", amely jelentős eltérés a misztikus art rock irányba. Carr zenéket s dalszövegeket írt, dobolt, gitározott, játszott zongorán, basszusgitáron és énekelt. A KISS rajongók a mai napig megőrizték emlékét, hiszen összesen hét stúdióalbumon szolgáltatta a bombabiztos alapokat a csapatnak, és emberileg is alaposan bedolgozta magát a Stanley – Simmons tengely mellé az együttes meghatározó tagjaként.

## Halála
Eric Carr influenzaszerű tünetekkel kényszerült orvoshoz menni. Szívének jobb oldalán rákos burjánzást fedeztek fel, és 1991. április 8-án meg is műtötték. Gyógyulását követően feltűnt az együttes által azóta is hatalmas sikerrel játszott God Gave Rock 'N Roll To You II klipjében, amely dal egy Argent feldolgozás, és a Bill and Ted's Bogus Journey című filmhez készítették. Nem sokkal a felvétel után ismét orvoshoz kellett mennie, amikor felfedezték, hogy a rák a tüdejére is rátelepedett. 1991 szeptemberében agyvérzést kapott, majd 41 éves korában, november 24-én, ugyanazon a napon, amikor a Queen énekese Freddie Mercury, meghalt. Eric-et a Cedar Hill Mausoleumban temették el.

## Diszkográfia
| KISS - 1980 (Music from)The Elder - 1982 Creatures of the Night - 1983 Lick it up - 1984 Animalize - 1985 Asylum - 1987 Crazy Nights - 1989 Hot in the Shade | Szóló - 1999 Rockology - 2011 Unfinished Business |